# Mileto
Mileto (em grego: Μίλητος; romaniz.: Míletos) é uma antiga cidade do sudeste da Ásia Menor, no sul da Jônia, uma região que atualmente faz parte da Turquia, situada junto à foz do rio Meandro (atualmente chamado rio Menderes).
Foi uma cidade bastante ativa comercialmente, mantendo negócios tanto com o Oriente como com o Egito, onde estabeleceu um centro comercial em Náucratis, no delta do Nilo. Também mantinha vínculos com a cidade de Síbaris, no sul da península Itálica. Uma atividade econômica importante desenvolvida na cidade era a criação de ovelhas e Mileto produzia a melhor lã do mundo grego. Seu território, no entanto, não era muito extenso e limitava o acesso da emergente classe mercantil às terras. Esta limitação territorial, aliada à forte vocação comercial de seus habitantes, contribuiu para a fundação de colônias milésias na Trácia. Seus colonos e marinheiros se concentravam na região do mar Negro, onde buscavam cereais e atum.[carece de fontes?]

## Mitologia
De acordo com os milésios do século II d.C., a região era chamada de Anactória, durante os reinados de Anax, um autóctone, e seu filho Astério. O nome Mileto veio de um cretense chamado Mileto (Filho do Deus grego Apolo) que fugiu de Minos e veio para a região; os cretenses se uniram aos cários que habitavam a região. Mileto fundou a cidade de Mileto.
A colônia jônia foi fundada cerca de 1 070 a.C. por Nileu, filho de Codro, arconte de Atenas. Nileu não queria ser governado por seu irmão Medão, porque este era coxo; eles consultaram o Oráculo de Delfos, que deu Atenas a Medão. Então Nileu partiu com seus outros irmãos, vários atenienses e os jônios, que haviam chegado a Atenas alguns anos antes e tomaram Mileto. Os jônios derrotaram os milésios antigos, matando todos os homens que não conseguiram escapar e casaram-se com as mulheres.

## História
A política da cidade foi historicamente turbulenta, onde dissidências, conflitos e revoluções eram comuns. O governo milésio era baseado em um conselho chamado Aeinautai (marinheiros perpétuos) que visava extrair todo o lucro possível dos empreendimentos marítimos e coloniais.[carece de fontes?]
Embora a cidade fosse economicamente forte, as agitações políticas sempre a fragilizavam. Uma dessas agitações levou ao poder o tirano Trasíbulo, por volta de 600 a.C. O tirano teve sucesso ao impedir os ataques da Lídia mas, internamente, as lutas entre as facções políticas enfraqueciam Mileto e a conquista dos lídios acabou por consumar-se. Mesmo assim, ainda conseguiu alguns privilégios.[carece de fontes?]
Era esta a situação quando Ciro II, o Grande, rei da Pérsia, dominou a Lídia. Os milésios passaram a enfrentar toda sorte de dificuldades e iniciaram a revolução jônica contra a Pérsia, cujo rei era agora Dario I. A luta estendeu-se de 499−494 a.C. e os persas acabaram por destruir Mileto.[carece de fontes?]
Tanto a filosofia como a primeira escola filosófica, de acordo com a tradição, surgiram em Mileto. Os representantes da escola milésia foram Tales, Anaximandro e Anaxímenes.[carece de fontes?]

## Sítio arqueológico
A cidade atualmente é um rico sítio arqueológico. As primeiras escavações em Mileto foram conduzidas pelo arqueólogo francês Olivier Rayet em 1873, seguidas pelos arqueólogos alemães Julius Hülsen e Theodor Wiegand entre 1899 e 1931. As escavações, no entanto, foram interrompidas por várias vezes devido à guerras e vários outros eventos. Carl Weickart escavou por uma curta temporada em 1938 e novamente entre 1955 e 1957. Em seguida foram feitas escavações por Gerhard Kleiner e depois por Wolfgang Muller-Wiener. Hoje, as escavações são organizadas pela Universidade do Ruhr, em Bochum, na Alemanha.[carece de fontes?]
Um notável artefato recuperado da cidade durante as primeiras escavações do século XIX, a porta do mercado de Mileto, foi transportado em diversas partes para a Alemanha e remontado. Atualmente está exposto no Museu de Pérgamo em Berlim. A principal coleção de artefatos se encontra no Museu de Mileto em Didim, Turquia desde 1973.[carece de fontes?]

## Famosos de Mileto
- Tales de Mileto (624–546 a.C.) — filósofo pré-socrático
- Anaximandro (610–546 a.C.) — filósofo pré-socrático e geógrafo
- Anaxímenes de Mileto (585–525 a.C.) — filósofo pré-socrático
- Hecateu (550–476 a.C.) — historiador
- Isidoro de Mileto (442–537 d.C.) — matemático, físico e arquiteto conhecido por ter sido o arquiteto da Basílica de Santa Sofia de Constantinopla.